# Schomre Thora
Die Vereinsschule Schomre Thora Basel (hebräisch שומרי תורה‎) wurde 1895 vom damaligen Gemeinderabbiner Arthur Cohn gegründet. Zentrales Anliegen dieser traditionsreichen Institution ist die Vermittlung jüdischen Wissens. Unterrichtet werden Kinder, Jugendliche und Erwachsene in Tenach, talmudischen Fächern, Ivrith und jüdischer Philosophie.
Die Stiftung Israelitisches Lehrhaus wird meist synonym mit Schomre Thora genannt, obwohl es sich um zwei selbständige Körperschaften handelt.

## Geschichte
1895 gründete Arthur Cohn, Rabbiner der Israelitischen Gemeinde Basel, den «Schomre-Thora Jünglingsverein Chewrat Schomre Thora in Basel». In diesen konnte jeder «unbescholtene religiöse Israelit, der das 16. Lebensjahr vollendet hat», Mitglied werden. Tatsächlich dürften sich aber auch bald ältere, verheiratete Männer dem Verein angeschlossen haben.
Ziele der Vereinigung waren gemäß Statuten:
1. das Studium der Tora und die dadurch ermöglichte Einhaltung der religiösen Vorschriften,
2. die Gelegenheit geselliger Zusammenkünfte,
3. die Freundschaftsdienste bei Krankheit und Todesfällen und die Förderung allgemeiner Wohltätigkeit.[1]

Das legitime Bedürfnis nach eigenen Lokalitäten konnte durch die Stiftung Israelitisches Lehrhaus erfüllt werden.
Obwohl die Zweckbestimmung der Stiftung eng mit der Schomre Thora verknüpft ist, sind es aber zwei jeweils eigenständige Körperschaften.
Der Verein machte im Verlauf der langen Geschichte einige Wandlungen durch.
So wurde zum Beispiel aus dem Jünglingsverein ein Männerverein.
Der Schomre Thora gelang es weitgehend, sich aus den Spannungen zwischen der Israelitischen Gemeinde Basel und der im Jahr 1927 gegründeten Israelitischen Religionsgesellschaft Basel (IRG) herauszuhalten.
So reicht heute das Spektrum von liberal über orthodox bis ultraorthodox. Dabei gelang es, das Ziel, nämlich jüdisches Wissen und jüdische Kultur zu vermitteln, nicht aus den Augen zu verlieren.